# BV Langendreer 07
Der BV Langendreer 07 ist ein Fußballverein aus dem Bochumer Stadtteil Langendreer.

## Geschichte
Der Verein wurde in den ersten Augusttagen des Jahres 1907 unter dem Namen Fussball-Club Preußen 07 Langendreer gegründet. In der ersten Zeit spielte man noch als sogenannter "Wilder Verein", der nicht in den Westdeutschen Spielverband aufgenommen wurde. 1910 schlossen sich die Jugendgruppen des Langendreerer Fußball-Club 04 dem FC Preußen an, der daraufhin seinen Namen in Ballspiel Verein Langendreer 07 änderte. Dieser Name blieb bis heute unverändert. Im Jahr 1913 wurde der reguläre Spielbetrieb aufgenommen.
Seine erfolgreichste Zeit hatte der BV Langendreer in den 1950er Jahren. 1954 stieg der Verein in die Landesliga Westfalen, der damals dritthöchsten deutschen Spielklasse auf. In der Gruppe West spielte man unter anderem gegen den Lokalrivalen SV 04. Nachdem man die Klasse als Tabellenvierzehnter in der ersten Saison halten konnte, verpasste man 1955/56 als Zehnter die Qualifikation zur neu gegründeten Verbandsliga Westfalen und wurde viertklassig. 